# Giuseppe Guttadauro
Giuseppe Guttadauro (Bagheria, 18 giugno 1948) è un mafioso e chirurgo italiano, appartenente a Cosa Nostra, alla Famiglia del sobborgo Roccella (inserita nel mandamento di Brancaccio-Ciaculli) di Palermo.

## Biografia
È fratello del cognato di Matteo Messina Denaro.
Medico chirurgo presso l'Ospedale Civico di Palermo, nel 1984 venne arrestato la prima volta per associazione mafiosa a seguito delle accuse dei collaboratori di giustizia Vincenzo Sinagra e Salvatore Contorno che lo indicarono come fiancheggiatore del boss Filippo Marchese; al Maxiprocesso di Palermo ebbe sei anni e sei mesi di reclusione. Arrestato nuovamente nel 1994 nell'ambito dell'operazione "Golden Market", scaturita dalle dichiarazioni di Gaspare Mutolo, Giuseppe Marchese e Giovanni Drago, venne condannato a tre anni e sei mesi al processo.
Divenne il capo del mandamento di Brancaccio dopo l'arresto e la conseguente carcerazione dei capimafia Giuseppe Graviano e Filippo Graviano, di Antonino Mangano, di Gaspare Spatuzza e di altri. Guttadauro fu arrestato nel novembre del 2002; la moglie, Gisella Greco e un figlio furono arrestati il 6 dicembre del 2002 nel corso dell'operazione antimafia detta "Ghiaccio" durante la quale lo stesso Guttadauro ricevette un ulteriore mandato di arresto. Sua moglie e suo figlio continuarono presumibilmente a portare avanti affari illeciti nonostante la sua assenza e agirono come canale per i suoi messaggi agli altri boss mafiosi fuori dal carcere. I Carabinieri del ROS, nel corso di intercettazioni ambientali all'interno della casa di Guttadauro, registrarono conversazioni tra quest'ultimo e Domenico Miceli, assessore alla sanità nella città di Palermo.
Guttadauro apprese la presenza di cimici all'interno della sua abitazione dal medico Salvatore Aragona, che a sua volta ottenne l'informazione da Domenico Miceli, a cui l'aveva riferita il presidente della Regione Siciliana Salvatore Cuffaro. Prima che Guttadauro scoprisse le cimici, fu registrato mentre descriveva come la mafia avesse finanziato la campagna elettorale di Cuffaro nel 2001.
Per il caso Cuffaro, Guttadauro venne condannato a 13 anni e 4 mesi di carcere; in data 3 marzo 2012 il boss è stato scarcerato per aver scontato la sua pena con una riduzione per buona condotta di 800 giorni.
Viene arrestato nuovamente il 13 febbraio 2022 per reati di mafia.